# A capriccio
A capriccio [a kaˈprittʃo] (italienisch) ist eine musikalische Vortragsbezeichnung. Sie bedeutet, dass in freiem, beliebigen Tempo musiziert werden soll. Verwendet wird die Vortragsbezeichnung oft an Stellen, wo es der Komponist dem Ausführenden überlässt, einen ausgehaltenen Ton der Hauptstimme durch eine von ihm selbst gewählte Tonführung an den ersten Ton des darauf folgenden Satzes anzuknüpfen.